# Sigus
Sigus (em árabe: سيقوس) é uma comuna localizada na província de Oum El Bouaghi, Argélia. De acordo com o censo de 2008, a população total da cidade era de 17 598 habitantes.